# Турянчик, Василий Юрьевич
Василий Юрьевич Турянчик (укр. Василь Юрійович Турянчик; 17 апреля, 1935, Чинадиево, Чехословакия, ныне — Мукачевский район, Закарпатская область, Украина — 31 марта 2022) — советский футболист, защитник и украинский тренер. Мастер спорта СССР (1957). Заслуженный мастер спорта СССР (1967).

## Биография
Воспитанник закарпатского футбола.
Начинал играть в футбол в 1949 году в Чинадиево в юношеской команде фабрики «Красная Звезда». Бо́льшую часть карьеры провёл в киевском «Динамо» в 1959—1969 годах, в 1965—1969 был капитаном команды.
Под руководством Виктора Маслова Турянчик, прежде игравший на позиции центрального защитника, был переведён на позицию опорного полузащитника, став одним из первых в мире высококлассных игроков подобного амплуа.
Окончил Киевский институт физкультуры.
После окончания карьеры игрока работал главным тренером «Говерлы» Ужгород (1971), тренером отделения школы «Спартак» Ужгород в Мукачево (1971—1978), тренером Иршавской футбольной школы (1979—1984), тренером «Керамика» Мукачево (1985—1987), главным тренером «Карпат» Мукачево (1997—1999).
С 1998 года — начальник команды ФК ОСК «Закарпатье», с 2004 — вице-президент команды.

## Достижения
- Чемпионат СССР

Чемпион (4): 1961, 1966, 1967, 1968
Серебряный призёр (3): 1960, 1965, 1969
- Кубок СССР (2): 1964, 1966.
- В списке 33 лучших футболистов сезона (3): 1966 год — № 1, 1962, 1967 — № 3

## Награды
- Награждён орденом «За заслуги» III степени (2004)[4]
- Награждён медалью «За труд и победу» (2011)[5]